# Pseudopilanus inermis
Pseudopilanus inermis är en spindeldjursart som beskrevs av Beier 1977. Pseudopilanus inermis ingår i släktet Pseudopilanus och familjen blindklokrypare. Inga underarter finns listade i Catalogue of Life.